# تين كياو
تين كياو (بالإنجليزية: Htin Kyaw) هو رئيس بورما في الفترة (مارس 2016 - مارس 2018) بعد نتائج انتخابات ديمقراطية سنة 2016 بعد نصف قرن من حكم العسكر وهو أحد مؤسسي حزب الرابطة الوطنية من أجل الديموقراطية الذي تقوده أون سان سو تشي الذي يسيطر على مقاعد البرلمان وأبوه شاعر مشهور في بورما ويدعى مين تو وون.

## الحياة السياسية
انضم إلى المعارضة السياسية للعسكر منذ صغره فقد اعتقل عدة مرات من قبل السلطات وعاش زمنا طويلا في المنفى وفاز بمقعد في الانتخابات الاخيرة قبل ان ينتخب رئيسا.

## روابط خارجية
- تين كياو على موقع الموسوعة البريطانية (الإنجليزية)
- تين كياو على موقع مونزينجر (الألمانية)